# Tom Blomqvist

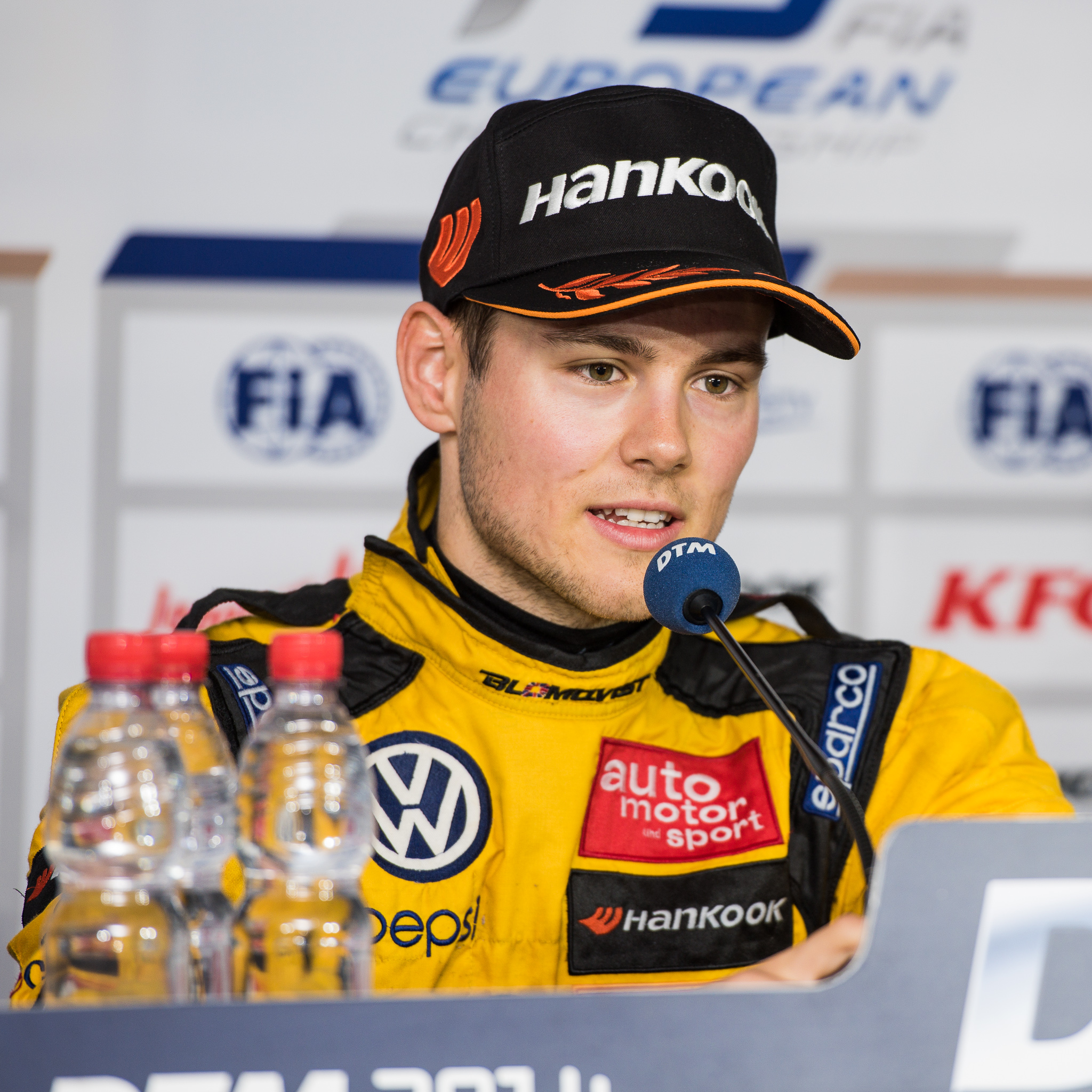
Tom Blomqvist in 2014

Tom Leonard Blomqvist (Cambridge, 30 november 1993) is een Brits/Nieuw-Zeelands autocoureur en de zoon van Zweeds rallykampioen Stig Blomqvist. Hij reed tot maart 2010 onder een Zweedse licentie.

## Carrière

### Karten
Blomqvist begon zijn carrière in het karting, waar hij van 2003 tot 2008 actief was en acht kampioenschappen won in Nieuw-Zeeland.

### Formule Renault
In 2009 verliet hij Nieuw-Zeeland om in Europa in het formuleracing te gaan rijden in de Zweedse Formule Renault 2.0, waar hij als derde in het kampioenschap eindigde met een overwinning. Hij eindigde ook als derde in de Formule Renault NEZ. Aan het eind van het jaar reed hij in twee van de vier races in de Britse Formule Renault Winter Series op de Rockingham Motor Speedway, die hij allebei won.
In 2010 nam hij deel aan het volledige seizoen van de Britse Formule Renault voor het team Fortec Motorsport. Met drie overwinningen en 12 podiumplaatsen was hij op 16-jarige leeftijd de jongste kampioen ooit in het kampioenschap.
In november 2010 nam Blomqvist deel aan de Grand Prix van Macau. Voor het team EuroInternational eindigde hij als derde in de Formule BMW Pacific-race.
In december 2010 was Blomqvist een van de McLaren Autosport BRDC Award-finalisten. Ook kreeg hij de British Club Driver Of The Year Award van het magazine Autosport. Op de British Racing Drivers' Club kreeg hij de Henry Surtees Award voor de beste prestatie van een rijzende ster.

### Formule 3
In 2011 stapte Blomqvist over naar de Formule 3 in het Duitse Formule 3-kampioenschap voor het team Performance Racing. Hij lag derde in het kampioenschap toen bij de start van de race op EuroSpeedway Lausitz geraakt werd door een andere auto en de muur inreed, waarbij zijn seizoen vroegtijdig ten einde kwam en hij zijn rug brak. Het zou enkele maanden duren voordat Blomqvist weer fit genoeg was om te racen. Door zijn talent werd hij opnieuw genomineerd voor een  McLaren Autosport BRDC Award aan het eind van 2011.
In februari 2012 werd Blomqvist opgenomen in het McLaren Driver Development Programme, het opleidingsteam van het Formule 1-team McLaren.
Blomqvist reed in 2012 in de Formule 3 Euroseries voor het team Ma-con Motorsport, wat samen met het Europees Formule 3-kampioenschap werd gehouden. Hij eindigde het seizoen als zevende in zowel de Euroseries als de Europese Formule 3.
In november 2012 reed Blomqvist ook in de Grand Prix van Macau voor EuroInternational met een nieuwe auto maar zonder tijd om vooraf te testen, waardoor hij slechts als zeventiende eindigde.
Door zijn succes in Macau in 2010 nodigde EuroInternational Blomqvist uit om deel te nemen in de Duitse Formule 3, waarbij hij zou deelnemen in de races die niet samenvielen met de Formule 3 Euroseries. Ondanks dat hij in slechts vijf van de negen raceweekenden deelnam, werd hij vijfde in het kampioenschap met tien podiumplaatsen en vijf overwinningen.
Aan het eind van 2012 werd Blomqvist geselecteerd om plaats te nemen in het Red Bull Junior Team, waarbij hij zal rijden in het Europees Formule 3-kampioenschap voor EuroInternational.